# Brandan Wright
Brandan Wright (Nashville, Tennessee, 5. listopada 1987.) američki je profesionalni košarkaš. Igra na poziciji krilnog centra, a trenutačno je član NBA momčadi Golden State Warriorsa. Izabran je u 1. krugu (8. ukupno) NBA drafta 2007. od strane Charlotte Bobcatsa, ali je naknadno zamijenjen u Golden State Warriorse za Jasona Richardsona.

## Karijera

### Srednja škola
Wright je pohađao srednju školu "Brentwood Academy", a u četiri je godine osvojio naslov prvaka države Tenessee. Odmah u prvoj sezoni bio je i najkorisniji igrač državnog natjecanja, a posljednje tri godine je svaki put biran za najboljeg igrača u državi. Dvaput je izabran i u All-American momčad, a poslije su uslijedili pozivi na Nike All-American kampove te McDonald’s All-Star utakmicu, Jordan Classic i Nike Hoops Summit. 

### Sveučilište
Nakon trofejne četiri godine u srednjoj školi, mnoga su sveučilišta željela Wrighta u svojim redovima, a on se u konačnici opredijelio za trofejnu North Carolinu trenera Roya Williamsa. Tar Heelsi su pojačani sjajnim trojcem freshmana Wright - Ty Lawson - Wayne Ellington i predvođeni igračem druge godine Tylerom Hansbroughom u regularnom dijelu sezone odradili sjajan posao osiguravši mjesto nositelja na NCAA natjecanju. Veliki dio utakmica u sezoni Wright je završio s dvoznamenkastim brojem poena. Odlični nastupi Wrighta nisu prošli nezapaženo, pa je mladi igrač izabran za najboljeg novaka ACC konferencije. Na sveučilištu je ostao samo jednu sezonu, a u prosjeku je postizao 14.7 poena, 6.2 skokova, 1.0 ukradenu loptu po utakmici. 

### NBA
Wright je izabran kao 8. izbor NBA drafta 2007. od strane Charlotte Bobcatsa, ali je naknadno zamijenjen u Golden State Warriorse za Jasona Richardsona i Jermarea Davidsona. 6. srpnja 2007., Wright je potpisao dvogodišnji ugovor s Warriorsima. Kasnije je otkrio istegnuće desnog mišića zdjelice zbog kojeg je propustio predsezonske nastupe i Ljetnu ligu. Tijekom svoje rookie sezone, Wright je imao malu minutažu, ali je zbog svog atleticizma odigrao nekoliko dobrih utakmica u napadačkom sistemu Dona Nelsona. 5. studenog 2008., Wright je protiv Denver Nuggetsa odigrao NBA utakmicu karijere. Postigao je 18 poena, 13 skokova i 3 blokade u 32 odigrane minute. 7. siječnja 2009., Wright je zbog djelomičnog iščašenja desnog ramena protiv Los Angeles Lakersa propustio nekoliko utakmica regularnog dijela sezone. Na kraju svoje druge sezone u prosjeku je postizao 8.3 poena, 4.0 skokova i 0.9 blokada po utakmici.

## NBA statistika

#### Regularni dio
| Godina    | Klub         | Odig. uta. | Uta. poč. | Min. | 2P%  | 3P%  | Sl. bac.% | Skok. | Asist. | Ukr. lop. | Blok. | Poena |
| --------- | ------------ | ---------- | --------- | ---- | ---- | ---- | --------- | ----- | ------ | --------- | ----- | ----- |
| 2007./08. | Golden State | 38         | 6         | 9.9  | .554 | .000 | .675      | 2.6   | .2     | .2        | .6    | 4.0   |
| 2008./09. | Golden State | 39         | 23        | 17.6 | .528 | .000 | .741      | 4.0   | .5     | .6        | .9    | 8.3   |
| Ukupno    |              | 77         | 29        | 13.8 | .536 | .000 | .720      | 3.3   | .4     | .4        | .7    | 6.2   |

## Vanjske poveznice
- Profil na NBA.com
- Profil na ESPN.com
- Profil na NBA Draft.net
- Profil na North Carolina
- Profil na Yahoo Sports!
- NBA Draft Profil na Collegehoops.net